# Alexandre Vauthier
Alexandre Vauthier (nascido em 30 de novembro de 1971) é um estilista francês de alta costura.

## Carreira
Foi aluno da escola de moda ESMOD de 1991 a 1994. Após ser trainee da Thierry Mugler Couture em 2013, ele se tornou assistente. Em 1997, mudou-se para Jean Paul Gaultier, onde foi designer-chefe das coleções de alta costura por oito anos.
Vauthier relembra seu tempo com Mugler com carinho: "meus anos em Mugler foram extremamente formativos em todos os níveis. Ele me ensinou a ser engenhoso, encontrar soluções muito rapidamente."
Em 2009, fez seu primeiro desfile com grife própria, durante a Semana de Moda de Paris. Desde então, Christian Louboutin faz os sapatos para os desfiles de moda de Vauthier.
Em 2010, criou uma linha de roupas para a 3 Suisses.
Em 2011, depois de fazer uma reformulação para Beyoncé em seu álbum 4.
No ano de 2012 foi diretor de arte da linha Premium da marca Pyrenex. No mesmo ano, Madonna o escolheu para criar o visual da capa de seu single Girl Gone Wild.
Em 2014, criou guloseimas para Lancôme com Jacquemus e Yiqing Yin.
De 2011 a 2014 foi membro convidado da Chambre syndicale de la haute couture. Desde dezembro de 2014, é membro oficial, podendo a sua casa de moda utilizar o termo “alta-costura”.

## Estilo
As coleções de Alexandre Vauthier consistem principalmente em preto e dourado. Branco e prata também permaneceram em destaque em sua coleção. Para as temporadas outono-inverno de 2011 e 2012, a coleção foi toda vermelha.
Suas roupas geralmente apresentam cristais Swarovski e bordados da Maison Lesage.
Podemos encontrar um "V" (que significa seu nome, Vauthier) em várias roupas, assim como nas joias.